# Chu Di vương
Chu Di Vương (chữ Hán: 周夷王; 924 TCN - 878 TCN), là vị quân chủ thứ 9 của Nhà Tây Chu trong lịch sử Trung Quốc. Ông trị vì 12 năm, từ năm 885 TCN đến năm 878 TCN.

## Tiểu sử
Chu Di vương tên thật là Cơ Nhiếp (姬燮). Ông là con trai Chu Ý vương, vị quân chủ thứ 7 của nhà Chu và là cháu của Chu Hiếu vương, quân chủ thứ 8 nhà Chu. Sử ký ghi rằng mẹ ông là Vương Bá Khương (王伯姜), vương hậu của Chu Ý vương.
Năm thứ ba đời Chu Di vương, do Kỷ hầu dèm pha Tề Ai công hoang dâm điền du, Di vương bèn cho ném Tề Ai công vào vạc dầu giết chết và lấy em Ai công là Hồ công lên ngôi.
Thời Di vương, giữa nhà Chu và các chư hầu xa như nước Sở và Đông Di hay xảy ra chiến tranh.
Năm 878 TCN, Chu Di vương qua đời. Con trai ông là Thái tử Cơ Hồ lên nối ngôi, tức là Chu Lệ vương.